# 丹尼爾·丹尼特
丹尼爾·克萊門特·丹尼特二世（英語：Daniel Clement Dennett II；1942年3月28日—2024年4月19日）是美國哲學家、作家及認知科學家。其研究集中於科學哲學、生物學哲學，特別是與演化生物學及認知科學有關的課題。他目前是塔夫斯大學的哲學系教授、奧斯汀·B·弗萊徹（Austin B. Fletcher）講座哲學教授及認知研究中心的共同主任。丹尼特是堅實的無神論及世俗論者，美國世俗聯盟（Secular Coalition for America）諮詢委員會成員，及明智思想運動（Brights movement）突出的支持者。有媒體將丹尼特、理查德·道金斯、山姆·哈里斯及克里斯托弗·希欽斯稱作新無神論的四騎士。

## 早期生活與教育
生於马萨诸塞州的波士頓，丹尼特亦在黎巴嫩渡過了其部分童年。這是因他的伊斯蘭歷史學教授父親在二戰期間，在黎巴嫩首都貝魯特以美國大使館文化專員的身份被聘用，秘密擔任戰略情報局的防諜特務工作。在貝魯特，丹尼特有一隻叫巴巴爾（Babar）的瞪羚，並在當地學會了講阿拉伯語。在丹尼特五歲之齡時，他的父親因不明的飛機意外過世，其母便將他帶回马萨诸塞州繼續撫養。他有一名擔任調查報道專員的妹妹夏洛特·丹尼特。在丹尼特的記憶裡，他在一輛吉普車中穿越沙漠，尋找一群貝都因人；當他們找到營地時，一些貝都因人婦女把年輕的丹尼特放在一邊並刺穿耳朵（疤痕仍然可見）。
父親去世後，丹尼特與母親和兩個姐妹回到波士頓郊區。他的母親成為書籍編輯。在父親的朋友的指導下，丹尼特有自己的工作室，六歲的時候，用廢木料為他的小熊維尼搭建了一張小桌子和椅子。入睡時，他會聽他母親演奏Rachmaninoff的第6鋼琴前奏曲。有一段時間，丹尼特在酒吧里彈爵士鋼琴賺錢。他彈吉他，原聲貝司，錄音機和手風琴，並且仍然可以演唱二十多歲時作為波士頓薩恩弗斯特男子合唱團成員學習的無伴奏音樂。
中學階段就讀於著名的菲利普斯埃克塞特学院，1963年，在哈佛大學取得其文學士學位前在衞斯理大學渡過了一年的時光。作為哈佛大學的本科生，丹尼特想成為一名藝術家。他追求繪畫，然後轉向雕塑。當他遇到蘇珊時，他問她，是否願意他為其製作肩像模型（她拒絕了，但兩年後他們結婚了）。1963年丹尼特研究生時拍攝的照片顯示，他在雅典的一個院子裡穿著整潔的赤膊上衣，一邊抽煙斗，一邊雕塑一塊大理石。

## 學術生涯
他於哈佛大學期間師承科學哲學與邏輯學家威拉德·冯·奥曼·蒯因學習哲學。後於牛津大學師承於吉尔伯特·赖尔，為赫特福德學院的成員，並於1965年取得其在哲學的哲學博士。
吉爾伯特·賴爾創造了“機器中的鬼魂”一詞，以嘲笑與笛卡爾的二元論。第二天，丹尼特開始自學神經科學。後來，在各種學術朋友和鄰居的幫助下，丹尼特了解了心理學，計算機程序設計，語言學和人工智能，這些學科後來形成了認知科學。
丹尼特的早期合作者之一是多才者道格拉斯·霍夫施塔特，他關於思想的書“哥德爾，埃舍爾，巴赫”在1979年成為了不太暢銷的書。霍夫施塔特在談到丹尼特時說，“他研究了分析哲學家和大陸哲學家，並撰寫了以傳統方式回應他們的作品。但是後來他開始偏離標準途徑。與許多同事相比，他對科學的了解更加豐富，並且對其中諸如殭屍之類的觀點感到沮喪。他開始試圖破壞他認為是二元論神話的殘餘。”
丹尼特發現，爭論很少改變直覺。通過故事，我們改變了對自然的理解（他稱這些故事為“直覺泵”）。1978年，他發表了短篇小說《我在哪裡？》，其中一位哲學家（也叫丹尼爾·丹尼特）被要求自願執行一項危險任務，以解除實驗核的武裝彈頭。彈頭埋在俄克拉荷馬州塔爾薩的下方，它發出一種對人體安全但對大腦致命的輻射。政府科學家決定了一項激進的計劃：他們將丹尼特的大腦與身體分開，利用植入顱骨的無線電發射器，讓大腦儲存在休斯敦的大桶中，以控制接近彈頭的身體。科學家們說：“認為這僅僅是神經的伸展。” “如果您的大腦只是在頭骨上移動了一英寸，那不會改變或損害您的思維。我們只是通過將無線電鏈接連接到神經中來使神經無限地彈性。”
小說中，丹尼特進入實驗室，透過玻璃凝視。在那裡，漂浮在看上去像薑汁汽水的地方，無疑是人的大腦，儘管它幾乎被印刷電路芯片，塑料管，電極和其他用具所覆蓋。 。 。 。我對自己想：“好吧，我坐在折疊椅上，盯著一塊平板玻璃，盯著我自己的大腦。 。 。 。但是，等等，”我對自己說，“我不應該想到，我在這裡，懸浮在冒泡的液體中，被自己的眼睛盯著？。丹尼特試著想讓自己進入大桶，但無濟於事。表明，哲學家如此自信的直覺實際上是由複雜的機械系統所產生的幻覺。

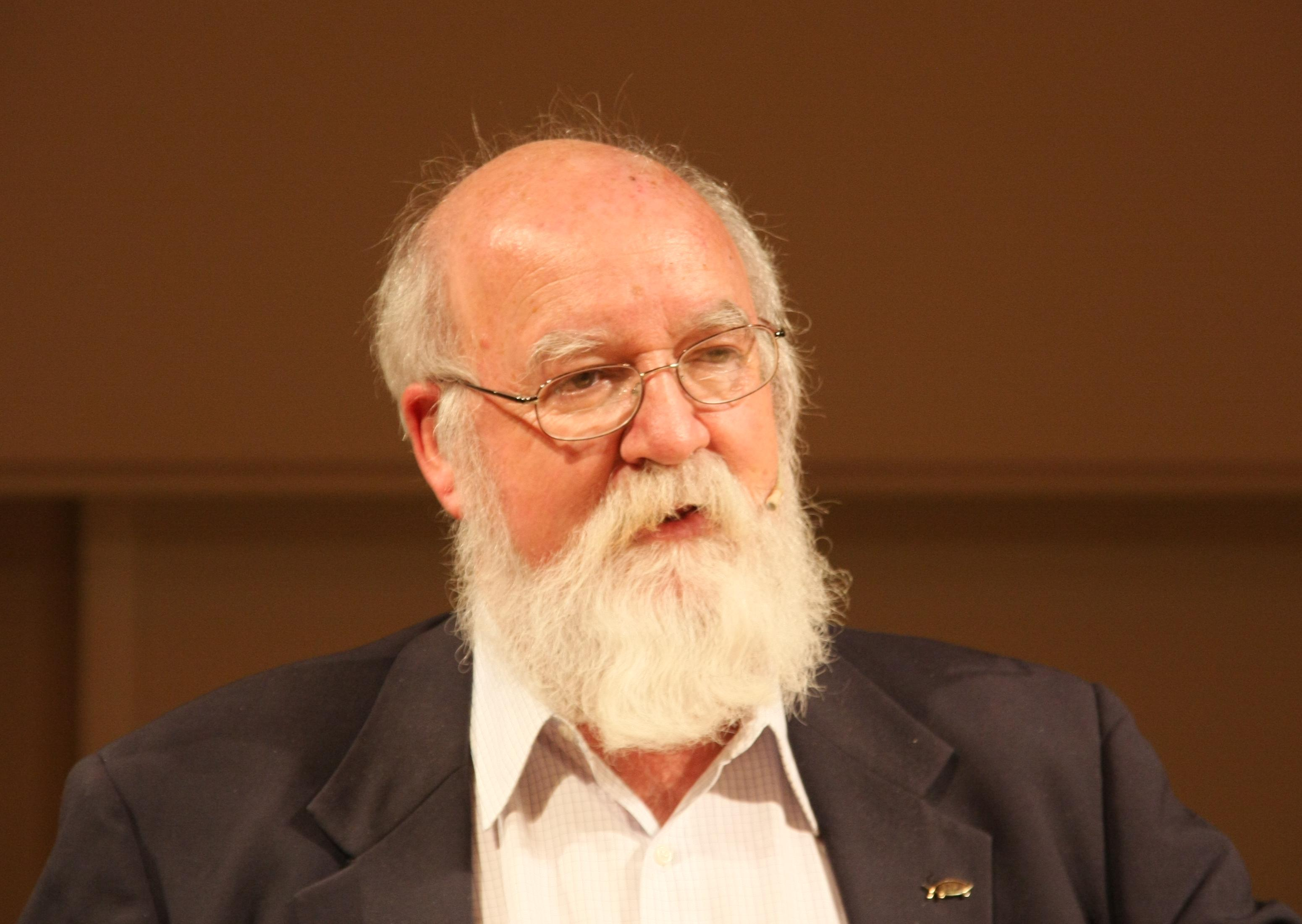
2008年時的丹尼特

由2009年4月起，丹尼特是塔夫斯大學的哲學系教授、Austin B. Fletcher講座哲學教授及認知研究中心的共同主任（另一名主任為瑞·杰肯道夫，Ray Jackendoff）。
丹尼特形容自己為「自主學習者，或更準確點說，透過非正式的學習途徑，從世界上不同範疇中最出色的科學家中得益」。
他是福布莱特獎學金、兩次古根海姆基金獎（Guggenheim Fellowships）及行為科學進階研究中心獎學金的得獎者。目前為懷疑性探究委員會（Committee for Skeptical Inquiry）委員，國際人文主義學院（International Academy of Humanism）的人文學人。於2004年他被美國人道主義協會（American Humanist Association）選為年度人道主義者。2010年2月他入選為擺脫宗教基金會（Freedom From Religion Foundation）名譽榜的傑出成就者。

## 哲學觀點
丹尼特思考理解的本質。他回想起很多年前的一次演講，當時他向正在一組物理學家講授。他給他們看了一張幻燈片，上面寫著E=mc2 ，並詢問聽眾是否有人理解。絕大多數物理學家都舉起了手，但是一個坐在前排的男人抗議。他說：“這個房間裡的大多數人都是實驗主義者。”“他們認為他們理解這個等式，但實際上，他們沒有。唯一真正了解它的人是理論家。”
他說，在第三人稱解釋和第一人稱體驗之間並沒有硬性界限，就像在糖分子的描述和甜味之間。 為什麼不能將自己視為對一種現象採取兩種不同的立場？ 他說，有可能對人類的形而上學狀態持中立態度。

### 自由意志
他認為，甚至自由意志也會隨著進化的時間而進化。杏仁核是記錄恐懼的大腦部分，在任何有意義的意義上可能都不是自由的，它實際上是一個機器，但它賦予其所屬的頭腦避免危險的能力。這樣，曲折的道路也從確定性走向自由：“整體可以比其組成部分更自由。”

### 心靈哲學
丹尼特說，物理學告訴我們，存在三個以上的維度，我們可以使用數學來證明它們在那裡。同時，我們很難將它們描繪在腦海中。這並不意味著它們不是真實的。他認為，也許完全物質的靈魂同樣難以想像。他說：“我還沒準備好說這是不可想像的，因為有時候我想我可以想像得到，然後看來這根本不是一個很大的飛躍。但它是。

### 演化論辯論
丹尼特將以自然選擇為基礎的演化過程看成是一個算法過程（雖然他所指的漫長算法過程中也包含了一定的隨機性）。這一想法與另一演化哲學家兼古生物學家史蒂芬·古爾德的想法有所衝突，當中古爾德較傾向認同演化的過程當中包含很多關鍵性因素，而自然選擇只是其一。
丹尼特在演化的觀點上是一名強烈的適應主義者（Adaptationism），符合由他所提出的意向立場理論（Intentional stance）及另一生物學家理查德·道金斯的演化觀。在《達爾文的危險想法》一書中，丹尼特較理查德·道金斯更強烈地捍衛適應主義的看法，並用了一整個章節去批判古爾德的觀點。
這源於一場由古爾德與艾德華·威爾森及其他演化生物學家，就有關社會生物學及其衍生的演化心理學的漫長辯論。當中古爾德及理查德·路溫頓（Richard Lewontin）一直持反對意見，但丹尼特、道金斯及史迪芬·平克則提倡的。
古爾德及其支持者一直對丹尼特反覆說明他的論調有點過敏，而且認為他誤解了古爾德對他的反對言論是包含了指責他為「達爾文原教旨主義」的成份。
丹尼特的理論對另一演化心理學家傑佛瑞·米勒（Geoffrey Miller）有顯著的影響。他發表了支持模因學（Memetics）在哲學上為一實用工具的專著，包括一套於2009年由哈佛大學有關「心智/大腦/行為」講座系列，以「大腦、電腦及心智」為題的演講作品。

### 對宗教和道德的描述
2006年，他認為宗教應該研究而不是實踐。像他的妻子一樣，他以公理會的身份長大，他不相信上帝，喜歡教堂和音樂。

### 其他哲學觀點
在牛津，他辯論手臂入睡時會發生什麼。其他人以抽象的哲學術語（“感覺”，“感知”等）來討論這個問題。他贊成更多的神經科學研究。
在海水中的散热孔附近，化学物质被推挤并结合。一些碰巧制作了自己的副本，从而產生了更多副本。复制链陷入油性泡沫中，从而保护了复制链并使其易于复制。最终，他们开始冒险进入大海。地球上的秩序有了新的提高。生命出現。
有机体出現了系统和子系统，它们在不断深入的回归中分层。他们使用这些系统来预测他们的未来并更改。当他们向内看时，有些人发现自己拥有自我–从内部系统中浮现出的记忆，思想和目的。他们对这种经历产生了想法。他们发展了语言并用它来了解自己。他们开始问他们是如何形成的。

### 人工智能
意識錯覺中很少出現裂縫，通過裂縫人們可以看到工作的機械。普魯斯特檢查了睡眠和清醒之間的狀態。科爾里奇嘗試了改變心靈的藥物。神經科學家檢查受腦損傷影響的思想。丹尼特的方法是回顧進化史。丹尼特相信，在其他動物（甚至是昆蟲）的心中，我們可以看到自我賴以生存的功能組件。我們還可以以“某種”形式看到我們最看重的人格品質。
丹尼特認為，機器在執行感知，內存和算法計算中基本任務比例不斷提高的危險時，人們可能傾向於將這些系統擬人化，並賦予它們不具備的知識能力。
儘管丹尼特承認以人類般的理解和代理來創造AI是“原則上可能的”，但他堅持認為，任何此類“強大的AI”項目所面臨的困難將比引起人們關注的困難大幾個數量級。丹尼特認為，超級智能（人工智能在所有領域都大大超過人類的認知）的前景至少有50年的路程，其重要性不如世界面臨的其他問題。

## 個人生活

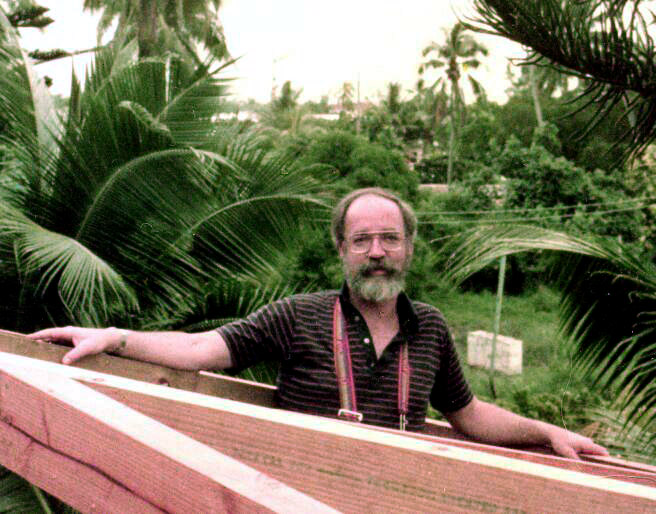
丹尼特1984年在大溪地

丹尼特與其妻居於麻省的北安多佛，育有一子一女及三名孫子。此外他是一名沉迷航海的水手。
2006年10月，丹尼特因急性病主動脈夾層而被送院。經過9小時的手術後，他甚至更換了一個新的主動脈。在一個網站上他分享了这次經過的第一手資料，包括他的感受，及對所有醫護人員及過去的科學家的欣賞及感謝。在有關的分享中完全沒有「臨終遺言」的味道，反而是對所有工作人員的努力的感謝。根據他的描述，當他被告知其親友曾一度為他禱告後，他忍住了衝口而出的一個提問：「那你們有否為我獻上一頭公羊？」
儘管他成功地在畫廊中展出了一些雕塑作品，但他仍然認為自己不足以從事藝術事業。（“觸覺雕塑”2017年在布魯克林的畫廊Underdonk展出。）

## 荣誉
- 2007  道金斯獎

## 重要著作
- Brainstorms: Philosophical Essays on Mind and Psychology (MIT Press 1981) (ISBN 0-262-54037-1)
- 《意識的解釋》 Consciousness Explained (Back Bay Books 1992) (ISBN 0-316-18066-1)
- 《達爾文的危險想法》 Darwin's Dangerous Idea: Evolution and the Meanings of Life (Simon & Schuster; reprint edition 1996) (ISBN 0-684-82471-X)
- Kinds of Minds: Towards an Understanding of Consciousness (Basic Books 1997) (ISBN 0-465-07351-4)
- Brainchildren: Essays on Designing Minds (Representation and Mind) (MIT Press 1998) (ISBN 0-262-04166-9) — A Collection of Essays 1984–1996
- Freedom Evolves (Viking Press 2003) (ISBN 0-670-03186-0)
- Sweet Dreams: Philosophical Obstacles to a Science of Consciousness (MIT Press 2005) (ISBN 0-262-04225-8)
- Breaking the Spell: Religion as a Natural Phenomenon (Penguin Group 2006) (ISBN 0-670-03472-X).
- Neuroscience and Philosophy: Brain, Mind, and Language (Columbia University Press 2007) (ISBN 978-0-231-14044-7)，共同作者：Maxwell Bennett、Peter Hacker及约翰·罗杰斯·希尔勒
- Science and Religion (Oxford University Press 2010) (ISBN 0-199-73842-4)，共同作者：阿尔文·普兰丁格

## 延伸閱讀
- John Brockman (1995). The Third Culture. New York: Simon & Schuster. ISBN 0-684-80359-3 (Discusses Dennett and others).
- Daniel C. Dennett (1997), "Chapter 3. True Believers: The Intentional Strategy and Why it Works", in John Haugeland, Mind Design II: Philosophy, Psychology, Artificial Intelligence（页面存档备份，存于）. Massachusetts: Massachusetts Institute of Technology. ISBN 0-262-08259-4 (reprint of 1981 publication).
- Andrew Brook and Don Ross (editors) (2000). Daniel Dennett. New York: Cambridge University Press. ISBN 0-521-00864-6
- Don Ross, Andrew Brook and David Thompson (editors) (2000) Dennett's Philosophy: A Comprehensive Assessment Cambridge, Mass: MIT Press. ISBN 0-262-18200-9
- John Symons (2000) On Dennett. Belmont, CA: Wadsworth Publishing Company. ISBN 0-534-57632-X
- Matthew Elton (2003). Dennett: Reconciling Science and Our Self-Conception. Cambridge, U.K: Polity Press. ISBN 0-7456-2117-1
- P.M.S. Hacker and M.R. Bennett (2003) Philosophical Foundations of Neuroscience. Oxford, and Malden, Mass: Blackwell ISBN 1-4051-0855-X (Has an appendix devoted to a strong critique of Dennett's philosophy of mind)

## 外部連結
- 丹尼尔·丹尼特在塔夫斯大学的个人主页（页面存档备份，存于）
- IMDB的介紹（页面存档备份，存于）
- Scientific American Frontiers Profile: Daniel Dennett（页面存档备份，存于）
- Searchable bibliography of Dennett's works
- TED关于丹尼尔·丹尼特的主页（页面存档备份，存于）